# Charlotte av Preussen
Charlotte av Preussen, född 1860, död 1919, var en tysk kunglighet som från födseln var prinsessa av Preussen och som genom äktenskap var hertiginna av Sachsen-Meiningen.

## Biografi
Charlotte var dotter till kejsar Fredrik III av Tyskland och Viktoria av Storbritannien. Hon gifte sig 1878 i Berlin med sin kusin hertig Bernhard III av Sachsen-Meiningen.
Charlotte ogillades som barn av sin mormor drottning Viktoria av Storbritannien för sina ovanor att bita på naglarna och dra i kläderna, men var omtyckt av sina farföräldrar och stod nära sin bror Vilhelm II av Tyskland. Hon kom senare i konflikt med sina liberala föräldrar på grund av den konservatism hon delade med sin bror och sitt stöd för Bismarck.
Efter att hennes dotter fötts ett år efter hennes bröllop separerade hon från maken och återvände till Berlin, där hon ägnade sig åt ett utsvävande societetsliv. Hon lämnade sin dotter i makens vård.
246 brev från år 1891 avslöjar att Charlotte brukade arrangera sexuella orgier på slottet Jagdschloss Grunewald utanför Berlin för medlemmar av adeln och hovet, där gästerna dansade, drack och sedan ägnade sig åt avancerade sexuella lekar. Charlotte har identifierats som författaren till de anonyma breven som förorsakade flera dueller med dödlig utgång efter att ha spridit uppgifter om orgierna.
År 1914 blev maken den sista monarken i Sachsen-Meiningen; han avsattes då monarkin avskaffades fyra år senare. Charlotte avled året därpå i Baden-Baden efter många års sjukdom. Undersökningar har visat hon bland annat led av porfyri.